# ラストプレゼント 娘と生きる最後の夏
『ラストプレゼント 娘と生きる最後の夏』は、2004年7月7日から9月15日まで日本テレビ系「水曜ドラマ」枠（Tears Wednesday）で、毎週水曜日の22:00 - 22:54（JST）に放送された連続ドラマ。主演は天海祐希。全11回。

## 概要
かつて家庭を捨て、一人で生きる道を選んだ女性が余命3ヶ月を宣告され、娘を捨てた過去の呵責に苦しみながら、余命のことは誰にも告げず、「娘と過ごす最後の夏」を精一杯生きる物語。
前クールに放送されていた『光とともに… -自閉症児を抱えて-』に続く、「Tears Wednesday」第2作目。
キャッチコピーは「娘に愛を伝えないまま、死ぬわけにはいかないのです。」。
天海祐希は前クールの『離婚弁護士』に続き、2クール連続の主演となり、佐々木蔵之介とは2クール連続の共演となる。天海と佐々木は、後に『キッチン・ウォーズ』や『天才を育てた女房』でも夫婦役を演じている。天海と娘役の福田麻由子は『女王の教室』では担当教師役と生徒役という関係で、また、『演歌の女王』では福田が天海の少女期を演じるという形で再共演している。福田は同枠で前クールに放送された『光とともに…』から続投しての出演であり、「Tears Wednesday」に2作とも出演している。
天海は本作での演技により2004年度第8回日刊スポーツドラマグランプリ（7月 - 9月期）と第42回ザテレビジョンドラマアカデミー賞において主演女優賞を獲得している。

## あらすじ
建築設計事務所「古茂口建築設計」に所属する36歳のやり手の女性一級建築士・平木明日香は、かつて結婚生活に失敗し、一人娘の歩を置いて家を出た過去があった。建築士として仕事をこなし、上司からの信頼も厚く、優秀なスタッフにも恵まれている。そんなある日、会社の健康診断で精密検査を受けた明日香は膵臓癌で余命3か月と宣告をされる。
明日香は残された日々を過去に心ならずも捨ててしまった歩への贖罪に生きようと奮闘するが、そこには元夫の再婚相手・有里がいた。

## 登場人物
平木 明日香〈36 - 37〉
演 - 天海祐希
バツイチの仕事一途な一級建築士。さっぱりしている反面、自己中心的な所があるが、根は人の心の痛みに敏感。上司や同僚からの信頼も厚い。誕生日は9月15日（最終回放送日）。
8年前、育児ノイローゼになり、歩を残して家出。歩が1歳半の頃親権を聡に渡し、3歳の時に離婚していた。それ以降、毎月聡に養育費を送金、歩の誕生日にも会いに行っていたが、この2年はプレゼントこそ贈ったものの、仕事にかまけて会っていなかった。
過去を捨て、何不自由ない今の生活に満足していたが、ある日、膵臓癌で余命3か月を宣告され、残された日々を捨ててしまった娘・歩への贖罪に生きようとする。
百瀬 有里〈32〉
演 - 永作博美
聡の再婚相手。OL勤めののち、現在は友人の真子と花屋を共同経営している。明るく前向きな性格で、心優しい女性。小学生の時に交通事故で両親を失っていることもあり、母親のいない歩の気持ちには敏感。新しい母親として歩と仲良くなりたいと考えている一方、明日香への思いが途絶えない歩を見て、二人を引き合わせようと奮闘する。歩からは「有里お姉ちゃん」と呼ばれている。
小田 聡〈37〉
演 - 佐々木蔵之介
明日香の元夫。仕事優先のサラリーマンだったが、離婚してからは歩のことが第一の良き父親。歩を捨てた明日香に憤りを覚えており、歩と明日香を会わせようとしないが、娘の「母親に会いたい」という気持ちに触れ、心が揺れ動く。
小田 歩〈8 - 9〉
演 - 福田麻由子
小学三年生。明日香と聡の娘。母子共に命が危ないという状況で奇跡的に生まれた。大人びていて、心の中では母を求めているが、素直に愛情を表に出せない。明日香、聡、有里のそれぞれの気持ちを考えすぎてしまい、複雑な思いに揺れる。
廣川 来実〈24〉
演 - 須藤理彩
明日香の後輩で、アシスタント。公私ともに明日香を慕っている。
安芸 蓮太郎〈27〉
演 - 要潤
明日香の恋人でカメラマン助手。人懐っこい性格で、明日香のことをあれこれと世話を焼く。
古茂口 優〈43〉
演 - 松重豊
明日香が働く「古茂口建築設計」の所長で、明日香の尊敬している上司。よくくだらないギャグを言うが、いざという時は頼りになる。
牛尾 加奈子〈36〉
演 - 中島ひろ子
明日香と同期入社の同僚で、明日香の良きライバルであり友人。明日香とはとても仲良く、会社のムードメーカー的存在でもある。
高幡 真子〈40〉
演 - 深浦加奈子
有里の店の共同経営者。有里にとって何でも話せる姉のような存在。有里からは「まー姉」と呼ばれている。
澤口 久雄〈48〉
演 - 升毅
余命3か月を宣告した明日香の主治医。明日香が唯一心を開ける相談相手。
平木 伸子〈65〉
演 - 大森暁美
明日香の母。しっかり者で、底抜けに明るい。
平木 昇〈31〉
演 - 林泰文
明日香の弟。都会で活躍する姉に少々コンプレックスがある。
平木 綾音〈26〉
演 - 田畑智子
明日香の弟・昇の妻で現在妊娠9ヶ月。昇と付き合う前の学生時代から明日香に憧れている。
平木 清孝〈61〉
演 - 平泉成
明日香の父親。娘想いで、東京で一人暮らしの明日香を心配している。実は明日香の病気のことを薄々気付いている。昇と綾音との間に生まれた子どもを明日香の名前から「明日太郎」と名付ける。
- 太田 治夫（明日香の同僚） - 八十田勇一
- 倉持 圭太（明日香の同僚） - 麻生幸佑
- 佐藤 恵美（明日香の同僚） - 渡辺蘭
- 坂本 和史（明日香のクライアント） - 村上航
- 佐倉 美樹（明日香のクライアント、和史の婚約者） - 遊井亮子
- 大川 健太（歩の同級生） - 高橋賢人

### ゲスト
第1話
- ケーキ屋の店員 - 氏家恵
- キャッチセールスの女性 - 菅原禄弥

第3話
- 伊藤（明日香と病院で話した余命半年の患者） - 小倉久寛

第8話
- 健太の母 - 千葉雅子

## スタッフ
- 企画協力 - 鈴木聡
- 脚本 - 秦建日子
- 脚本協力 - 松田知子、栗本志津香
- 演出 - 岩本仁志、南雲聖一、渡部智明
- プロデューサー - 大平太、太田雅晴、東康之
- 音楽 - 池頼広
- 主題歌 - 槇原敬之「僕が一番欲しかったもの」（東芝EMI）
- 美術デザイン -高野雅裕
- 制作協力 - 5年D組
- 制作著作 - 日本テレビ

## 放送日程
| 各話                                                       | 放送日  | サブタイトル（ラテ欄） | サブタイトル（予告編） | 視聴率 | 備考                   |
| ---------------------------------------------------------- | ------- | ---------------------- | ---------------------- | ------ | ---------------------- |
| 第1話                                                      | 7月07日 | 会いたい               | 宣告                   | 13.5%  | 15分拡大、30分繰り下げ |
| 第2話                                                      | 7月14日 | おもいで               | 再会                   | 12.5%  |                        |
| 第3話                                                      | 7月21日 | 逢えない               | 孤独                   | 10.4%  | 19分繰り下げ           |
| 第4話                                                      | 7月28日 | 母の告白               | 告白                   | 9.8%   | 20分繰り下げ           |
| 第5話                                                      | 8月04日 | 父、知る               | 約束                   | 9.9%   | 30分繰り下げ           |
| 第6話                                                      | 8月11日 | 悲しい嘘               | 花火                   | 11.1%  |                        |
| 第7話                                                      | 8月18日 | 二人の母               | 秘密                   | 10.6%  | 25分繰り下げ           |
| 第8話                                                      | 8月25日 | 眠れぬ夜               | 家族                   | 11.8%  | 30分繰り下げ           |
| 第9話                                                      | 9月01日 | 母の遺言               | 遺言                   | 12.3%  | 10分繰り下げ           |
| 第10話                                                     | 9月08日 | 言えない               | 運命                   | 12.8%  | 15分繰り下げ           |
| 最終話                                                     | 9月15日 | しあわせ               | 幸福                   | 14.1%  |                        |
| 平均視聴率 11.7%（視聴率は関東地区・ビデオリサーチ社調べ） |         |                        |                        |        |                        |

- 第1話、第4話、第7話 - 第10話はプロ野球中継延長のため上記の通り放送時間繰り下げ。
- 第3話はサッカー・アテネ五輪代表強化試合放送のため19分繰り下げ。
- 第5話は『ザ!世界仰天ニュース』90分拡大版放送のため30分繰り下げ。

## エピソード
- 主演の天海祐希は本作にて余命3か月の膵臓癌患者を演じるにあたり、撮影中に体重を7kg近く減量した。
- 歩役の福田麻由子は「『ラストプレゼント』（本作）に出演した頃から演技について真剣に考えるようになった」と語っている[2]。

## 関連商品
- ラストプレゼント 娘と生きる最後の夏 VHS （2004年12月8日発売、バップ）
- ラストプレゼント 娘と生きる最後の夏 DVD/DVD-BOX （2004年12月22日発売、バップ）
- 女王の教室 オリジナル・サウンドトラック（2005年9月15日発売、バップ、音楽：池頼広）

本作の楽曲はサウンドトラックが発売されなかったことから、翌年同局で放送され、主演、プロデューサー、音楽担当者が共通しているドラマ『女王の教室』のサウンドトラックにボーナストラック（18曲目から23曲目まで）として収録された。
- 小説『ラストプレゼント』（2007年6月25日発売、幻冬舎、著：秦建日子）

本作の脚本を務めた秦により小説化された。2010年8月5日には新たにプロローグとエピローグを加筆した文庫版が発売された。